# Rose (Heraldik)

Heraldische Rose

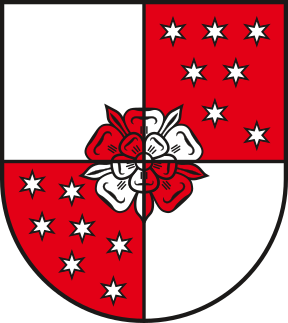
Wappen von Osterwieck mit Verwechselten Farben

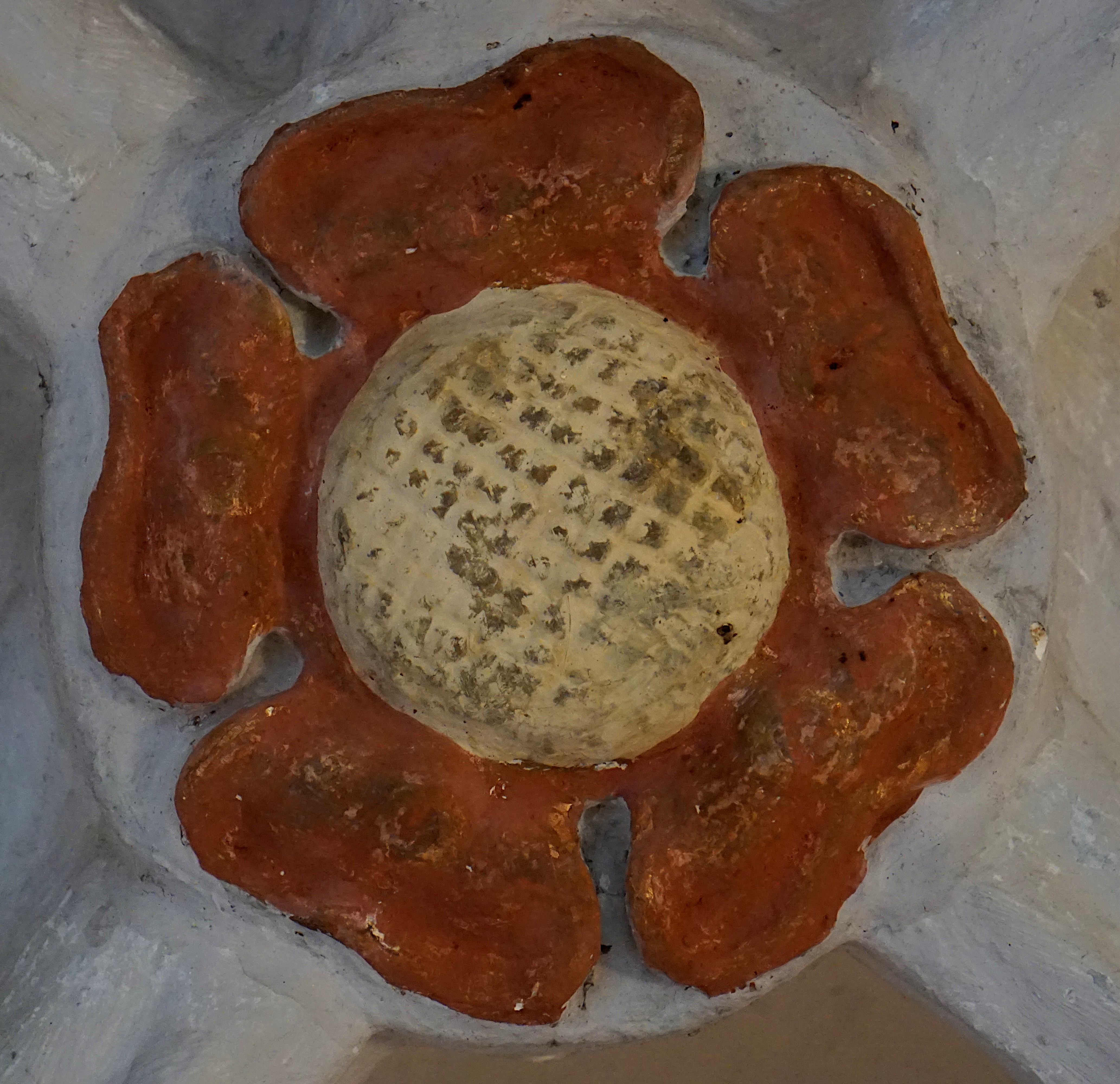
Heraldische Rose als Schlussstein am Gewölbe einer Sakristei in Landshut

Golden besamt: Rosenfeld

Wappen von Villmergen AG (Schweiz)

Die heraldische Rose, auch Wappenrose, ist in der Wappenkunde eine verbreitete gemeine Figur, die stilisiert der Blüte der fünfblättrigen Heckenrose nachempfunden wurde. Vorbild der heraldischen Rose, wie sie schon in den Wappenbildern des Uradels erscheint, ist die Wildrose oder Heckenrose mit fünf gleich großen Blütenblättern. Die Gründe für die heraldische Verwendung der Rose liegen in der Symbolik als „Blume“ der Liebe, der Lebensfreude, des Glücks. Der Ruf der Blüte als Symbol der Götter des Genusses (Bacchus) und der Liebe (Venus, Aphrodite) in der Antike ließ sie im spätantiken und frühmittelalterlichen Christentum als lasterhafte Blume der Erotik erscheinen. Auch in den sinnlich obszönen Festen der Göttin Flora im antiken Rom waren Rosen durch die Straßen getragen worden. Die Rose wurde mit dem weiblichen Geschlechtsteil und der Menstruation (Monatsrose, Weiberrose) in Verbindung gebracht. Bei den germanischen Völkern zählt die Rose zu den bevorzugten Schildfiguren.
Im Verlauf des Mittelalters erschien die Rose in der christlichen Ikonographie als Symbol (Rosa mystica), als Anrufung der Muttergottes oder als Vorbild der großen gotischen Fensterrosen. In ihrer gefüllten Variante wurde die Rose zum Sinnbild der Verschwiegenheit und des Geheimnisses („sub rosa dictum“). Auf Gewölbeschlusssteinen alter Klöster und Rathäuser sowie an Beichtstühlen ist die Rose in diesem Sinnzusammenhang dargestellt.

## Darstellung
Die Wappenfigur zeigt eine in der Draufsicht offene Blüte. Die selteneren natürlichen Rosen werden erst in der neueren Heraldik gebräuchlich. Die Rose wird mit einem Kelchblatt nach unten und einem Blütenblatt nach oben abgebildet (die fünf Blütenblätter 1:2:2), andernfalls ist sie gestürzt. Die Blütenblätter sind normal rot, die Kelchblätter grün (grün bespitzt), bei der Wappenbeschreibung gemeldet werden nur andere Farben und das Fehlen der letzteren (unbespitzt, ungebartet) – die Blütenblätter sind immer nur in den heraldischen Farben tingiert.
Die Blütenmitte wird auch Butzen, Knopf oder Plötzlein bezeichnet. Diese Samenanlage in der Mitte wird, kontrastierend zu den Blütenblättern, oft golden tingiert, also gefärbt (gold bebutzt). Zuweilen ist sie von einem anders oder gleich tingierten, fünfstrahligen Blütenkelch umgeben; besamt ist zwar heraldisch korrekt, botanisch unzutreffend. Die heraldische Rose ist stiellos, erscheint er, wird sie bestielt und allfällig beblattet genannt, möglich ist in natürlichen Farben für braun/grün, sonst die Farbe. Die Form der Blütenblätter mit meist eingerollten Außenrändern ist oft unterschiedlich und der jeweiligen Mode der historischen Heraldik unterworfen. In den frühesten überlieferten Formen sind die Blätter abgerundet oder leicht herzförmig. In späteren Phasen laufen die Blütenblätter in leichten Spitzen aus. Bevorzugte Farbe der Blüten ist Rot, gelegentlich wird auch Gold oder Silber verwendet.
Wird eine natürliche Rose im Wappen dargestellt, so als Zweig, Kranz, Strauß oder stilisierte Staude. Solche Darstellungen zählen zu den frühesten floralen Wappenfiguren. Schildfelder und Helmdecken können mit kleinen Rosen besät oder bestreut sein. Wappenfiguren, Helmzierden und Hilfskleinodien können mit Rosen besteckt sein. Bei genauerer Untersuchung sind zuweilen viele Einzelblüten in rosenähnlicher Darstellung andere Blumen. Bei der zum Verwechseln ähnlichen Mispelblüte sind allerdings die Blüten- und Kelchblätter wesentlich schlanker und spitzer. Beim Fünfblatt (grafische Komposition von fünf Blättern, zuweilen auch durchbohrt) fehlt das Mittelstück einer üblichen Rose. Bei blauen „Rosen“ in nicht redenden Wappen sind vermutlich Flachsblüten dargestellt. Den Grundregeln der Heraldik widersprechen Rosenkränze als Ersatz der Helmdecken, rein ornamental verwendetes Schmuckwerk aus Rosenblüten bei den neuverliehenen Adelswappen mit Rangkronen und Rosen in spätbarocken und klassizistischen Damenwappen.

## Varianten
Die Anzahl der Blütenblätter kann – botanisch unzutreffend – auch vier oder sechs betragen. Manchmal sind auch acht Blätter im Gebrauch. Rosen mit vier, sechs oder acht Blütenblättern sind seltener in der Heraldik. Eine intendierte Zahlensymbolik darf vermutet werden. Von der Fünfzahl abweichende Rosenwappen sind in der Beschreibung zu erwähnen. Das trifft auch zu, wenn die Rose nicht nur einen Blumenblattkranz hat. Häufig sind mehrere Kreise Blütenblätter kleiner werdend in gleicher Tingierung übereinander gelegt. Diese Rose ist dann zwei- oder mehrfach gefüllt. Gelegentlich werden die Blätter auch gerollt, was zu melden ist.
- Bei der Tudorrose ist die weiße der roten aufgelegt. Sie ist von geschichtlicher Bedeutung.
- Die Mispelblüte (Geldernsche Rose) unterscheidet sich durch die spitzen Blumenblätter in der Anzahl fünf.
- Die Lutherrose entstammt der protestantischen Heraldik

## Beispiele für Wappenrosen
Ein schönes Beispiel für Wappenrosen sind die fünf Zweige des böhmischen Hauses der Wittigonen:
- von Haus Rosenberg, rote Rose, golden bebutzt in Silber
- von Haus Landstein, silberne Rose, golden bebutzt in Rot
- von Haus Neuhaus, goldene Rose in Blau
- von Aussig und Straze, blaue Rose, golden bebutzt in Gold
- von den Herren von Krumau (tschechisch: Krumlov), unbespitzte, grüne Rose, golden bebutzt, in Silber[6]

Im Oberwappen wiederholen sich die Farben aus dem Schild in den Helmdecken und im Schirmbrett die Rose.

Lippische Rose im Wappen des Kreises Lippe
und im Wappen Nordrhein-Westfalens
Rose von Lancaster
Rose von York
die Tudorrose
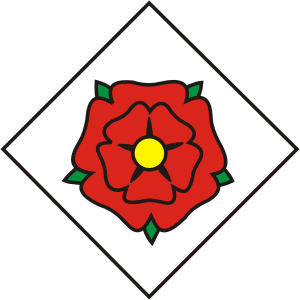
Wappen Reus
Lutherrose: ein Symbol der Evangelisch-Lutherischen Kirchen
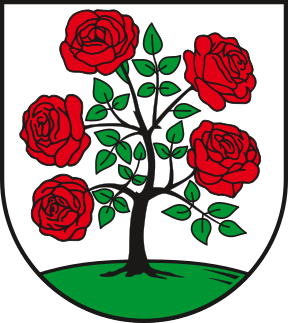
Annaburg: Rosenstrauch mit 3:2 Blüten
Blüten auch in Ormesheim
Wappen von Brandis
Geldernsche Rose im Wappen von Erkelenz
Wappen von Kevelaer: goldene Rose mit fünfzackigem Butzen und roten Kelchblättern
Geislingen an der Steige: Fünfblättrige und golden besamte Rose mit grünen Kelchblättern
Mandelbachtal: Je zwei in den Winkeln eines Tatzenkreuzes
Acht Rosenblüten auch in Selfkant
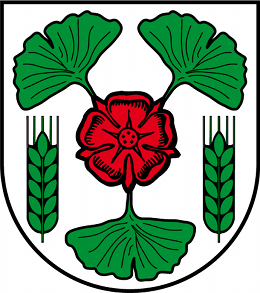
Meineweh mit Ginkgo im Dreipass
Wappen Ringsheim
Wappen Rödental mit Elementen der Ritter von Rosenau
Wappen Rosenheim
Rosengarten (Landkreis Schwäbisch Hall) mit Fränkischem Rechen
Sontra mit Hessischem Löwen
Steppach bei Augsburg in verwechselten Farben
Wappen Ubbergen
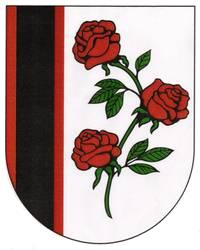
Natürliche Darstellung in Unterkaka
Vierradener Wappen mit gefüllter Rose und gespaltenen Kelchblättern
Weimar (Lahn), verwechselt
Rüschlikon ZH: Rosenstengel und Wappenblüte
Wengi BE: Pfahlweise gestellt
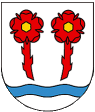
Wappen der Gemeinde Rapperswil-Jona, dank ihrer Rosengärten auch bekannt als Rosenstadt.
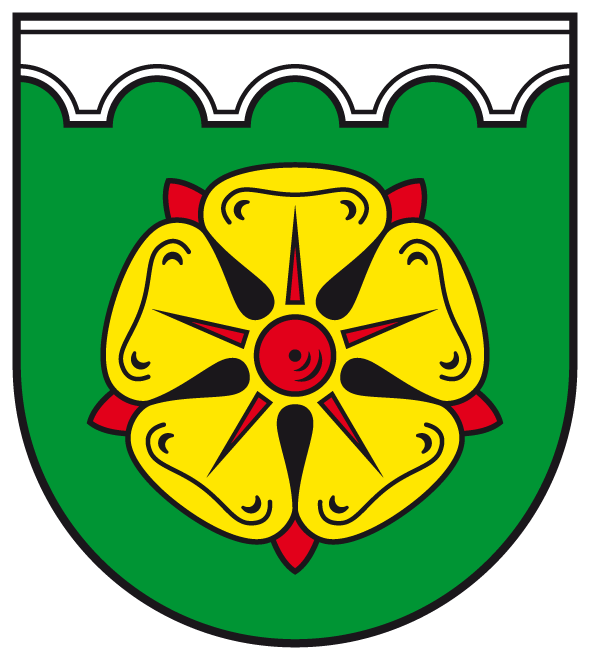
„Poppenburger Rose“ im Wappen von Wennigsen (Deister)
Wappen der Familie Guttenberg
Wappen der Familie Poraj
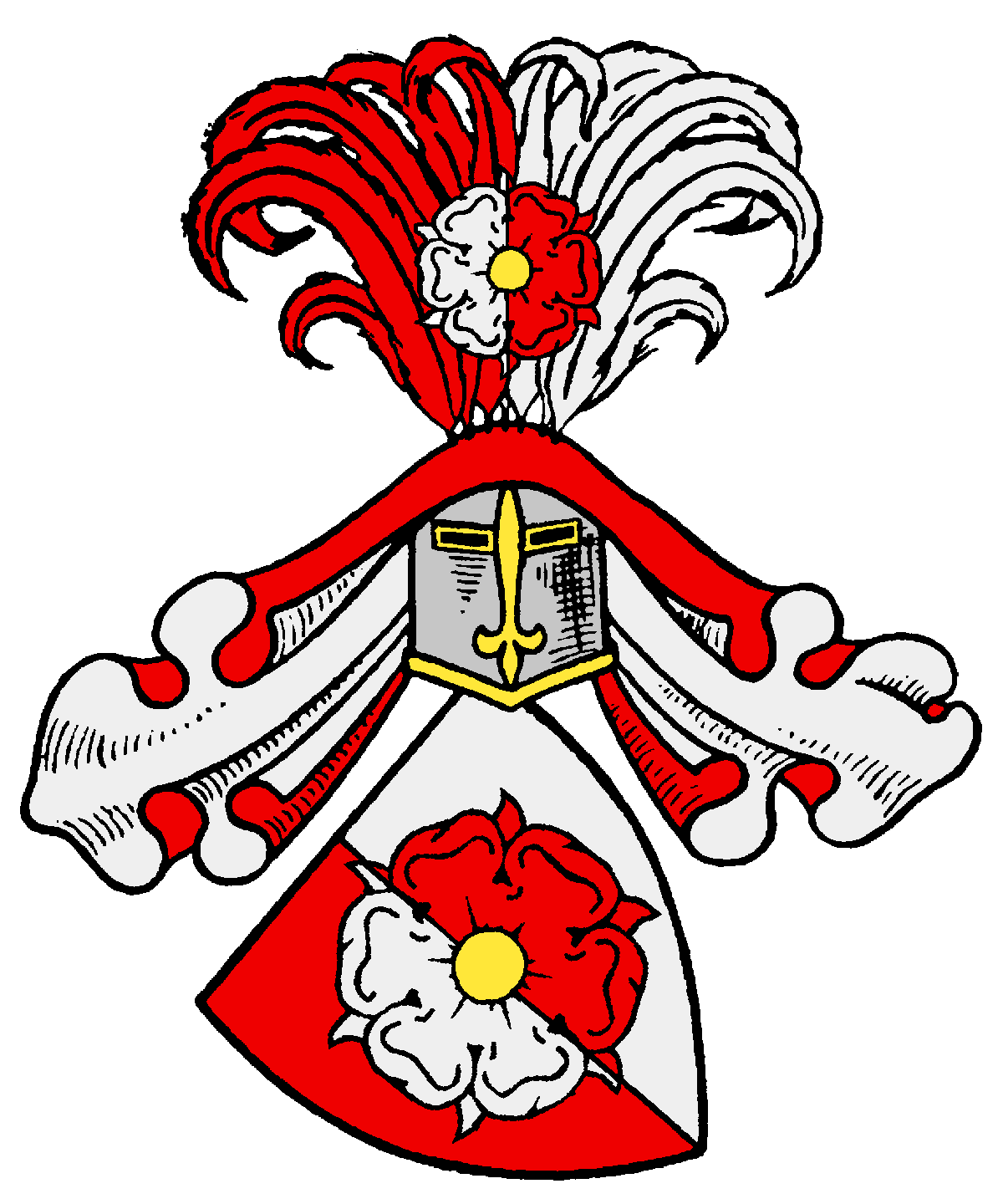
Stammwappen derer von Trauttmansdorff mit Rosen in Verwechselten Farben
Logo der Rugby Football Union und der Englischen Rugby-Union-Nationalmannschaft

## Die Wappenrose als Wasserzeichen

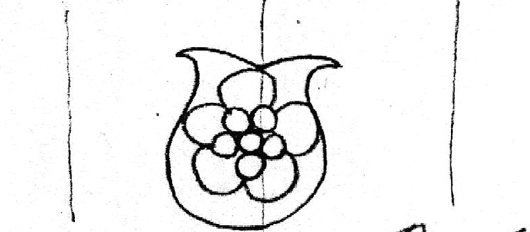
Die Altenburger Rose als Wasserzeichen der Peniger Papiermühle um 1538